# Ago Neo
August Neo (12. února 1903, Vihterpalu, Estonsko - 19. srpna 1982, Aarhus, Dánsko) byl estonský zápasník.
V roce 1936 na olympijských hrách v Berlíně vybojoval stříbrnou medaili v lehké těžké váze ve volném stylu bronz v zápase řecko-římském.
Na mistrovstvích Evropy vybojoval 2 stříbrné a 3 bronzové medaile.